# Georg Henning Behrens
Georg Henning Behrens (* 5. Juni 1662 in Goslar; † 11. Januar 1712 in Nordhausen) war ein deutscher Autor und Arzt.

## Leben
Behrens studierte ab 1680 an den Universitäten Erfurt und Jena. Nach seiner Promotion in Erfurt im Jahre 1688 ließ er sich als Arzt in Nordhausen nieder. Er war dort zunächst stellvertretender und ab 1706 amtierender Stadtphysicus.
Heute noch bekannt ist er durch seine Reisebeschreibung Hercynia Curiosa oder Curiöser Hartz-Wald […] von 1703. Das erfolgreiche Werk wurde 1712, 1720 und 1899 neu aufgelegt und 1730 ins Englische übersetzt. Im typischen Barockstil geschrieben, ist das Buch der erste Versuch einer ausführlichen schriftstellerischen Beschäftigung mit dem Harz, wobei sich Behrens vor allem auf sagenhafte, teilweise abergläubische Überlieferungen stützt. Ausführlich behandelt er zum Beispiel den Rammelsberg, Schloss Gröningen (wo er aus dem Riesenweinfass von Herzog Heinrich Julius trinkt) und die Rübeländer Baumannshöhle.

## Werke (Auswahl)
- Hercynia Curiosa oder Curiöser Harz-Wald. Das ist Sonderbahre Beschreibung und Verzeichnis derer curiösen Hölen, Seen, Brunnen, Bergen und vielen anderen an und auf dem Harz vorhandenen Denckwürdigen Sachen, mit unterschiedenen nützlichen und ergetzlichen medizinischen, physikalischen und historischen Anmerkungen denen Liebhabern solcher Curiositäten zur Lust herausgegeben. Nordhausen 1703 (Digitalisat und Volltext im Deutschen Textarchiv)